# Callechelys marmorata
Callechelys marmorata är en fiskart som först beskrevs av Bleeker, 1853.  Callechelys marmorata ingår i släktet Callechelys och familjen Ophichthidae. Inga underarter finns listade.